# Aeonium aizoon
Aeonium aizoon là một loài thực vật có hoa trong họ Crassulaceae. Loài này được (Bolle) T.H.M.Mes miêu tả khoa học đầu tiên năm 1995.